# Naiv művészet

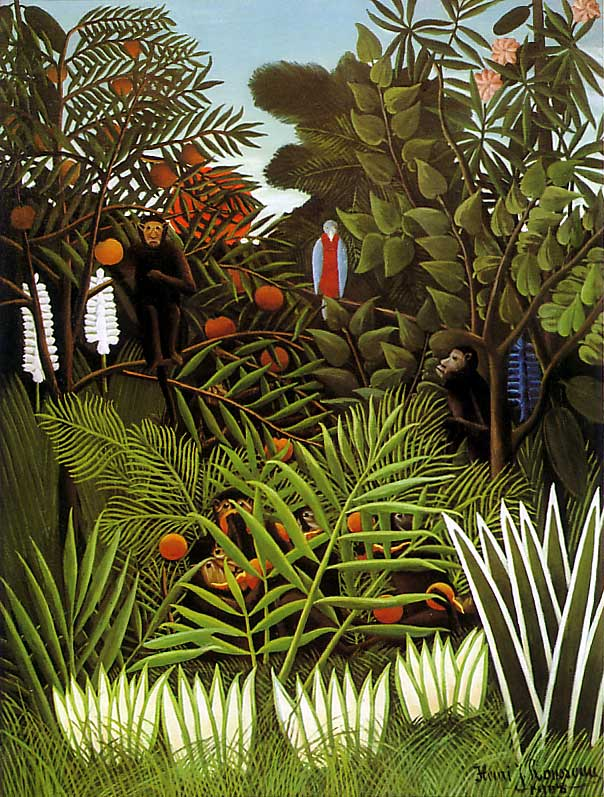
Henri Rousseau: Egzotikus táj

A naiv művészet fogalma a 19. század végén került a művészettörténetbe, a rendszeres művészeti oktatásban nem részesült művészeknek a kor irányzataitól független stílusa megnevezéseként. Naiv a francia Naïf=ártatlan jelentésű szóból származik. A naiv festők a művészeti képzés hiányában – művészettörténet, anatómiai ismeretek, perspektíva ábrázolás - élményeiket stiláris, kompozíciós megfontolások nélkül öntik formába, akár a gyermekek vagy a primitív népek. Rokon a népművészettel, viszont attól eltérően a naiv művészet nem kapcsolható kulturális kontextushoz, hagyományokhoz. A naiv művészek nem anonim alkotók, képviselői minden nép között megtalálhatók, festményeik egyik jellegzetessége többek között a perspektíva kezdetleges ábrázolása.
Az első legismertebb naiv festőművész Pablo Picasso által felfedezett Henri Rousseau (1844–1910) volt. 

## A naiv művészekről

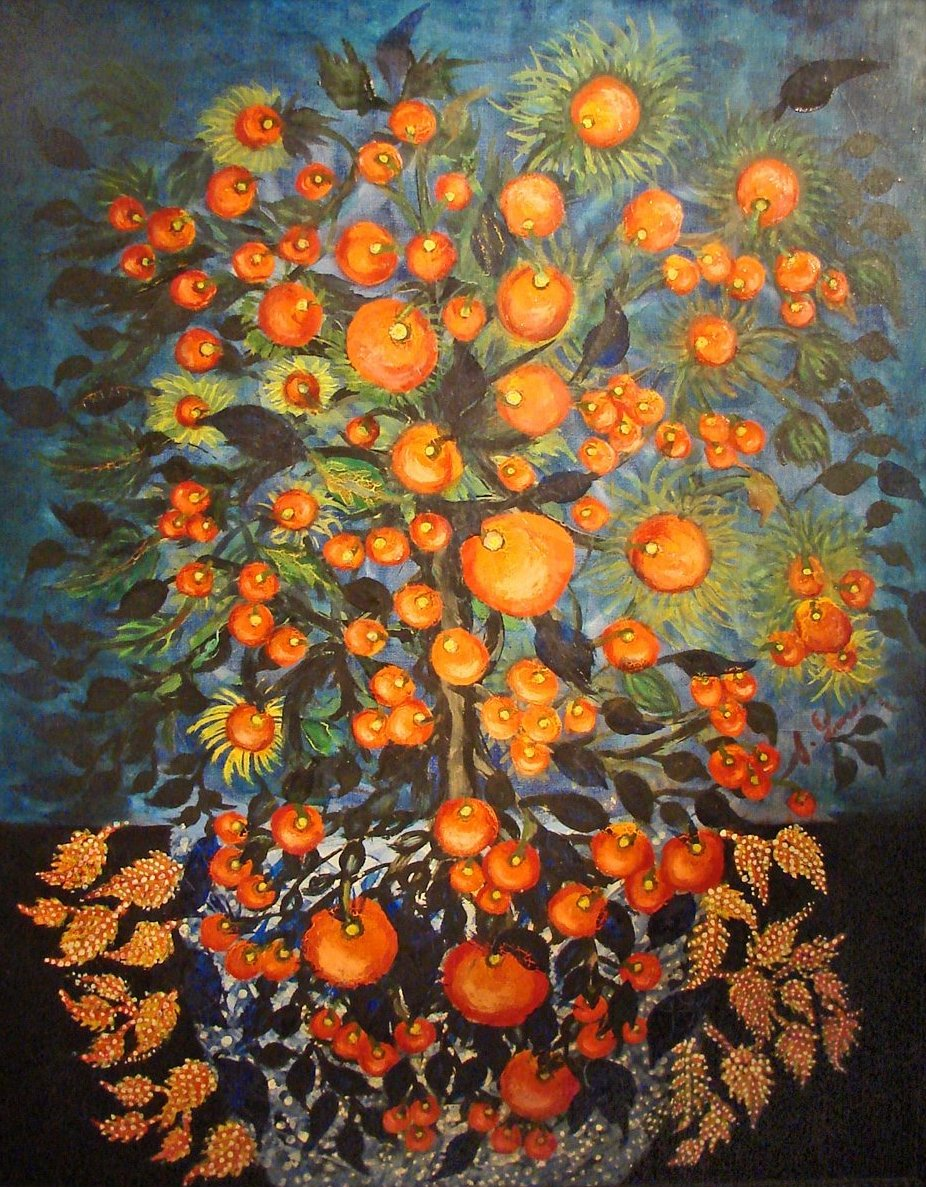
Séraphine de Senlis festménye

Valószínűleg a 20. század elején végbement ízlésváltozásnak tulajdonítható, hogy a fiatal párizsi művészek egy festő, Henri Rousseau képeit nagy örömmel fogadták. Rosseau, aki polgári foglalkozását tekintve vámtisztviselő volt, élete nyugodtan folyt egy párizsi külvárosban, emellett viszont festett, egyszerű, tiszta színekkel, éles körvonalakkal, szinte minden falevelet, minden egyes fűszálat külön-külön megrajzolt.
Séraphine de Senlis a naiv művészet másik jeles személyisége szintén önmagát képezve érte el művészeti eredményeit. Vallásos indíttatású képeire az ólomüveg templomablakok és más vallásos művek voltak hatással. Képeinek színei és ismétlődő mintái sajátos intenzitással hatnak a szemlélőre. Ezeket saját pszichéje kivetüléseként is interpretálhatjuk. Haragos hangulatának leképeződése, mely az eksztázisból indul, s az összes érzelmi lépcsőfokon keresztül egészen a lelki betegségig ér.
További híres naiv művészek még többek között a grúz Niko Piroszmanisvili, vagy francia festőművészek, mint Louis Vivin, André Bauchant, Dominoque Peyronnet és Camille Bombois, mindegyikük művészete teljesen tiszta és eredeti, az ember és a világ ősi bensőséges kapcsolatát sugározza.

## A naiv művészek módszerei
A naiv művészek hivatástudatuk ösztönzését követik minden képzőművészeti iskolázottság nélkül, s többségében nincs kapcsolatuk a kortárs képzőművészetekkel. 

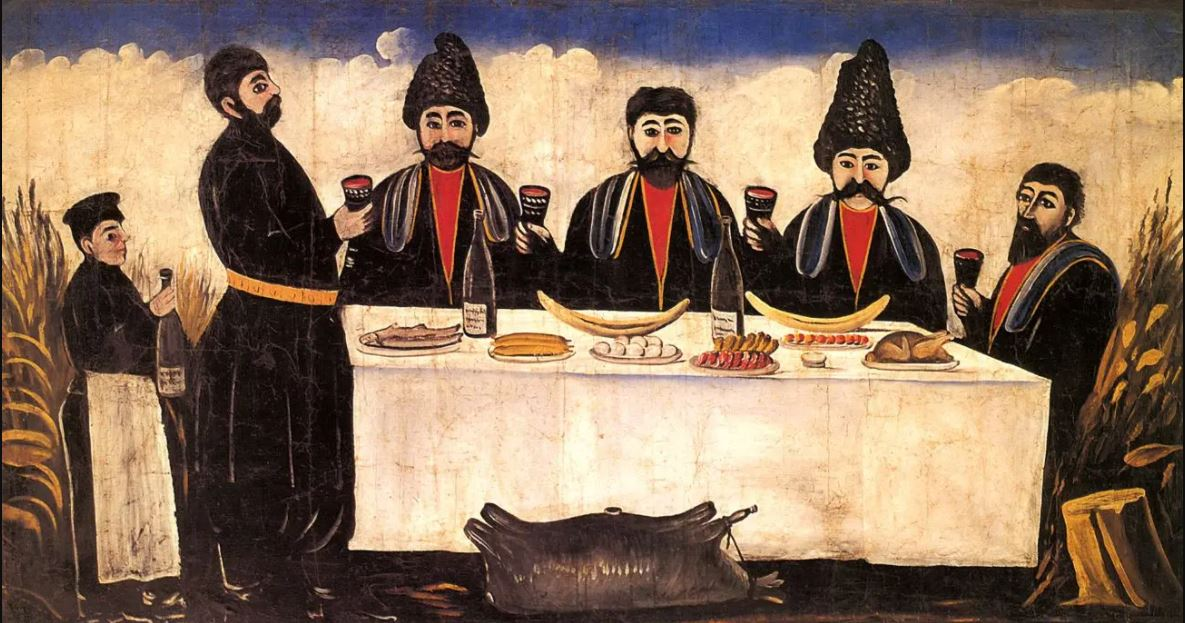
Niko Piroszmani: Ünnepség

Életkörülményeik miatt, például rendszeres kenyérkereső foglalkozást folytatnak, vagy alacsony néposztályból valók, vagy későn ébredtek rá művészi hivatásukra, s emiatt koruk művészeti és szellemi kultúrájából kimaradtak. Elszigeteltségük, a szellemi kölcsönhatások teljes hiánya hagyja megőrizni eredeti látásmódjukat, amelyet aztán elénk is tudnak tárni. Művészetükben érzelmileg is nagyon fontos helyet foglalnak el a látképek, a képeslapok, a megható témák, ünnepélyes pillanatok, kivételes alkalmak, s mindezt ősi látásmóddal szemlélik, mintegy az individualizmus kialakulása előtti szemlélettel.
Alázattal, szinte vallásos áhítattal alkotnak, s műveikből szinte árad az utánozhatatlan frissesség és derű. Tévedés őket „vasárnapi festőknek” tartani vagy gyermeki vagy őrült festőknek (bár rokonvonások felfedezhetők), hiszen logikusan vagy ösztönösen kialakított művészeti módszereik mintegy hivatásos művészekké avatják őket.

## A naiv művészet felfedezése
A naiv s a neoprimitív festőket híres költők, írók, képzőművészek, illetve műértők fedezték fel a 20. század kezdetén. Nathalia Brodskaya szerint a naiv művészekre talán sohasem irányult volna a figyelem, ha az avantgárd művészet európai képviselőit nem hozzák lázba alkotásaik. Ugyanakkor érdekes, hogy a 20. század folyamán a naiv művészek sokkal kisebb feltűnést keltettek, mint azok, akik őket felfedezték és népszerűsítették.
Az új művészekre számos leíró kifejezést javasoltak, amelyek lefedhetnék a jelenséget. Wilhelm Uhde német kritikus és műgyűjtő a Párizsban 1928-ban rendezett kiállítás alkotóit a „Sacré-coeur (Szent Szív) festői”-nek nevezte, de nem a helyszínt akarta ezzel megnevezni, hanem a művészek tiszta, romlatlan szemléletmódjára utalt. Egy másik javaslat „ösztönös művészek”-nek nevezte el őket, utalva az alkotói módszerük intuitív jellegére. Egy újabb megfogalmazás szerint Henri Rousseau munkáit dicsérő megállapítások között „vasárnapi művészek”-nek illették az új alkotókat. Felbukkant a primitív elnevezés is, bár a primitív jelző tágabb értelemben is használatos – a nem európai kultúrák művészetére éppúgy, mint a naiv művészekre. A sokféle javaslat közül végül a naiv lett a legelfogadottabb, ugyanakkor Gerd Claussnitzer úgy véli, a jelző pejoratív értelmű. Louis Aragon is ellenezte a naiv elnevezést, híres mondata szerint:
Naiv dolog ezt a festményt naivnak nevezni.

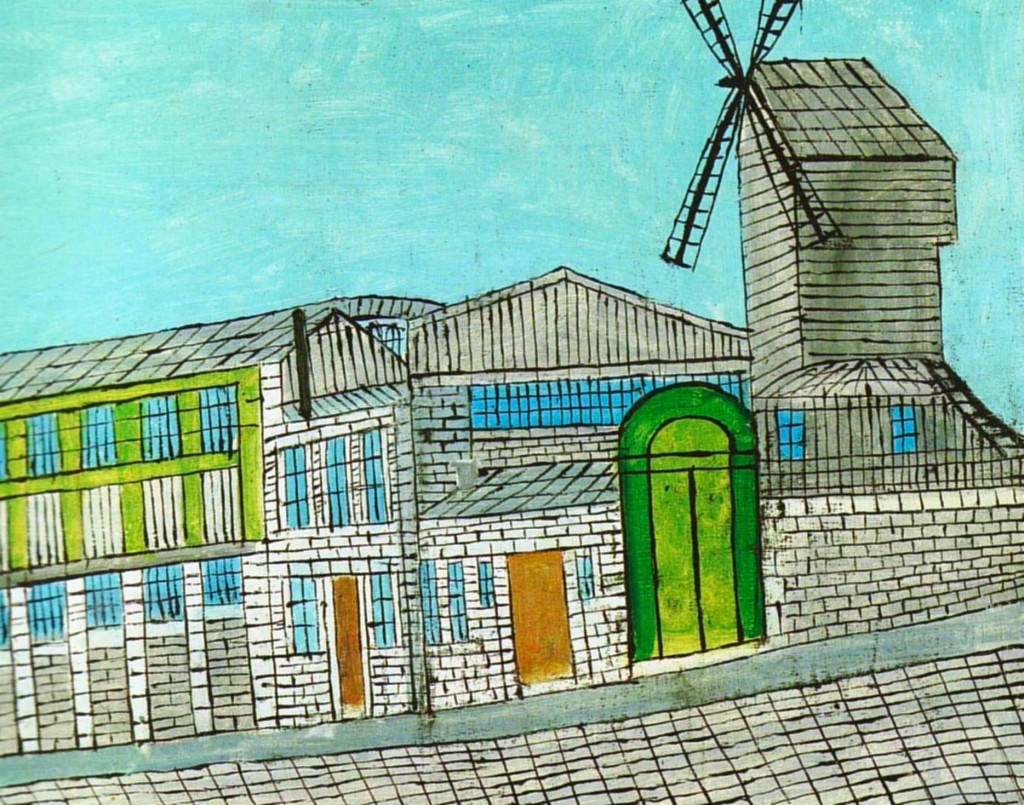
Louis Vivin Le Moulin de la Galette c. festménye

Az első legismertebb naiv festő, Henri Rousseau jelentőségére először a francia avantgárd művészei, Apollinaire, Jarry, Picasso és Robert Delaunay figyeltek fel az 1900-as években. Ugyanebben az időben Wilhelm Uhde pedig egy másik jelentős korai naiv festőnőt,  Séraphine de Senlist fedezte fel, majd az I. világháború utáni években szintén Uhde valamint Marcel Mathot, Maurice Raynal, Noel Bureau, Florent Fels, Jacques Guenne, Henri Bing-Bodmer figyeltek fel újabb naiv festőkre, köztük  Vivin, Bombois, Peyronnet és Bauchant művészetére. A felfedezett alkotókat felkarolták, Bauchant-t főleg Jeanne Bucher, Le Corbusier és Amédée Ozenfant vették pártfogásukba.

## Csoportos kiállításaik kezdetei
Először Párizsban 1917-ben rendeztek csoportos kiállítást a naiv festők műveiből. Az 1930-as évektől már Európában és Amerikában is több kiállításon mutatkozhattak be. Párizsban 1931-ben, majd 1937-ben pedig Andry-Farcy, a Grenoble Museum igazgatója  irányításával volt jelentős kiállításuk. A közönség körében sikerük volt, bár talán a látogatókat inkább csak az egyes naiv művészek szentimentális vagy látványos témái ragadták magukkal. Ezt követően ugyanezt a kiállítást némi változtatással mutatták be 1937-ben Zürichben és Londonban is. Bernben is csoportos kiállításokon mutatták be számos naiv művész alkotását.
1938-ban New Yorkban a Modern Művészeti Múzeumban rendezett átfogó kiállításukat a múzeum három jelentős, kortárs irányzatokat lefedő kiállításainak egyikébe sorolták - 1936 tavaszán volt a kubista, az 1936-os év végén rendezték meg a szürrealista és dadaista kiállítást, majd 1938 április és júliusa között harmadikként a naiv festők kiállítását -.

## Helyük, szerepük

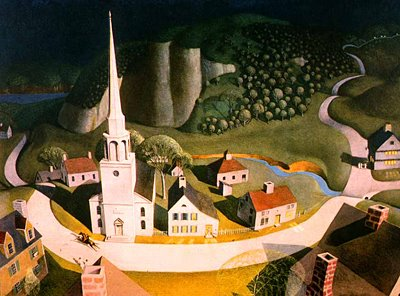
Grant Wood Paul Revere éjféli vágtája c. festménye

Egyes művészek a "vasárnapi festők" és Rosseau módszerein fellelkesülve fölösleges tehernek nyilvánították az expresszionizmus, a kubizmus, ill. más festői irányzatok bonyolult elméleteit. Áttekinthető képeket alkottak, melyen minden falevelet, a szántóföld minden barázdáját meg lehet számolni. Az amerikai Grant Wood szintén ebben az egyszerű stílusban dicsőítette szülőföldje, Iowa állam szépségeit. Tavaszi szántás című képéhez még egy agyag-modellt is készített, hogy ezen tanulmányozza szokatlan szögből a domborzatot. Így mintegy a modern festészeti irányvonalba épültek és épülnek be a neoprimitívek.
Nathalia Brodskaya szerint a naiv alkotók műveit a kor olyan elismert mestereinek stílusát és elképzeléseit is figyelembe véve lehet csak szemlélni, mint Pablo Picasso, Henri Matisse, Joan Miró vagy Max Ernst volt. A ki hatott kire kérdést felvetve, és a naiv művészeknek a „klasszikus” vagy „hivatalos” művészek kapcsolatát vizsgálva a naiv művészek szerepét még további kutatások tárgyának tekinti. Az újabb és újabb naiv művészek felbukkanása, akik részben a „mozgalom” korai éveiből valók, vagy kortársnak tekinthetők, megmutatják, hogy a naiv művészetet nem lehet valamilyen szorosan körülhatárolható, lezárt képződménynek tekinteni.
Az euroatlanti kultúrában szinte minden nemzet felfedezte a maga naiv művészeit. A lengyel Teofil Odepka, valamint Nikifor; a jugoszláv Ivan Generalié, az angol Alfred Wallis, a belga Léon Greffe, a svájci Adolf Dietrich, az olasz Metelli, a német Paps és Joachim Ringelnatz, a spanyol Miguel Vivancos, a már említett grúz Piroszmanisvili, a görög Theophilos /Le Corbusier fedezte fel 1936-ban/ vagy az izraeli Shalom. Az Amerikai Egyesült Államokban Grandma Moses, Morris Hirshfield, Israel Litwak és Joseph Pickett tettek szert hírnévre.

## Magyarországi naiv művészek

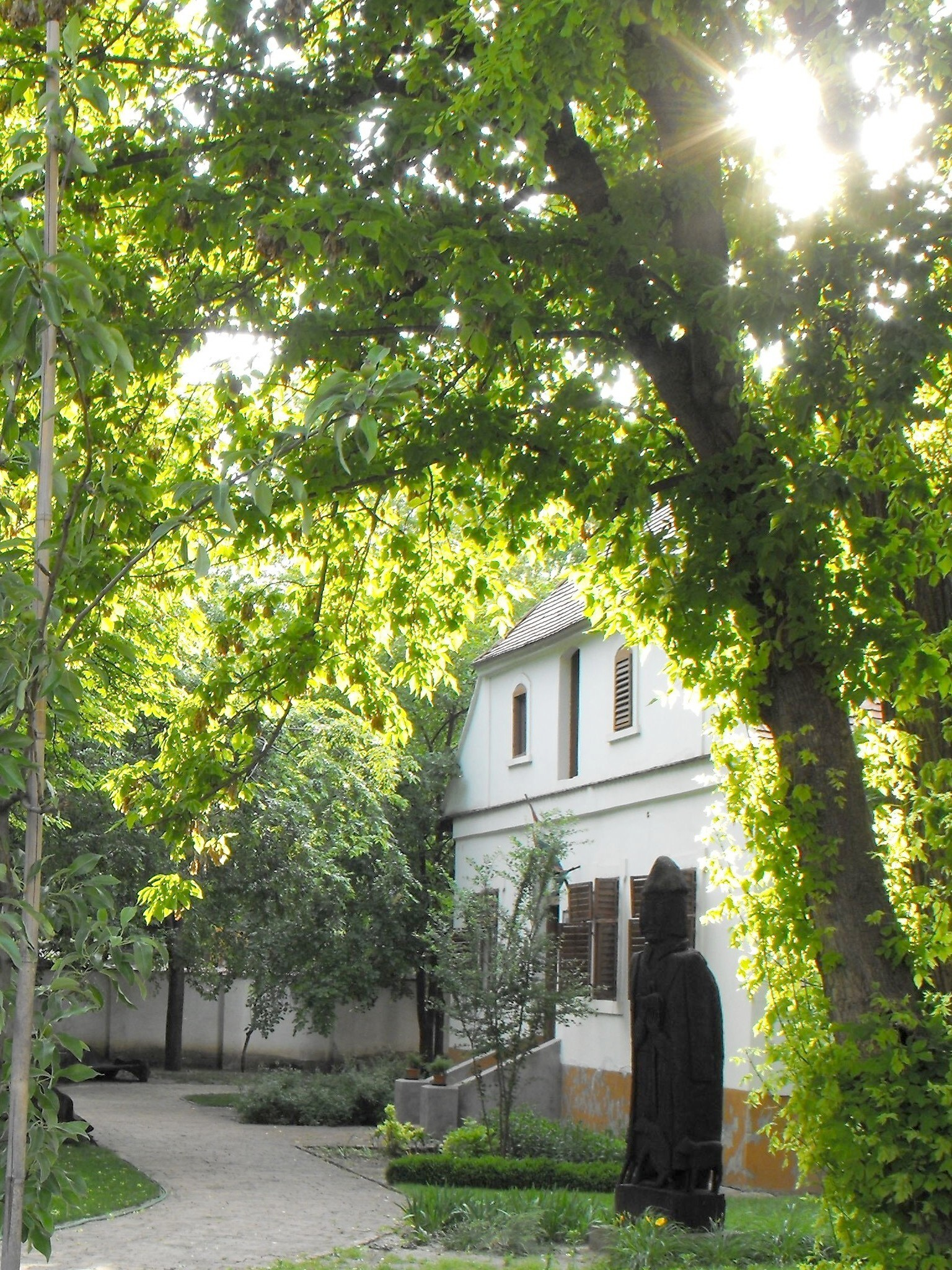
Magyar Naiv Művészek Múzeuma
Kecskemét

Nekünk magyaroknak is megvannak a magunk híres naiv vagy neo-primitívnek tekintett művészeink, közülük Benedek Péter (1889-1984); Gajdos János (1912-1950); Győri Elek (1905-1957), Süli András (1896-1969); Nyergesi István (1900-1989); Buti István (1902-1976); Tóth Menyhért (1904-1980); Dévényi Antal (1910-1989); Sebők Imre (1922-1994); Tőke Imre (1927-1996) Kumpost Éva (1934-1994), ma élők közül feLugossy László (sz. 1947), ef Zámbó István (sz. 1950), Farkas Ervin, Feka Lajos, Füzesi József és Koday László Archiválva 2015. május 24-i dátummal a Wayback Machine-ben (szül.: 1945) a legismertebbek. A Magyar Naiv Művészek Múzeuma Kecskeméten található.
A 20. század közepén és második felében számos jelentős és híres magyarországi roma naiv képzőművész tűnt fel, köztük Balázs János (1905–1977); Fenyvesi József (1928-2005), Oláh Jolán (1932-2005); ma élők közt is sok a híresség, köztük Oláh Mara (sz. 1945), Nagyné Horváth Judit (sz. 1954); Csámpai Rozi (sz. 1956), Orsós Teréz (sz. 1956), Ráczné Kalányos Gyöngyi (sz. 1956) Gyakran rendeztek csoportos kiállításokat magyarországi roma művészek alkotásaiból, például a Miskolci Galériában 2002-ben. Roma művészek vallásos témájú alkotásaiból Keresd az Istent – kisdedet találsz címen rendeztek kiállítást Budapesten 2009-ben. (A csoportos kiállítás címadója Nagyné Horváth Judit egyik híres festménye).

## Naiv művészet Erdélyben
A romániai magyar művészettörténet is a naiv művészet egy-egy kimagasló esetét nagyra értékeli éppen eredeti természetessége miatt, így például elismeri Györkös Mányi Albert jó értelemben naivnak minősíthető festményeit, mint ahogyan az irodalomtörténet is számon tartja Győri Klára széki mesemondó Kiszáradt az én örömem zöld fája (1975) vagy a farkaslaki Tamási Gáspár Vadon nőtt gyöngyvirág (1971) c. emlékezését.
Erdélyben a művészi fafaragókat tartják leginkább számon, akár egyéni módon, akár a népművészet hagyományait folytatva fejtettek ki tevékenységet. Banner Zoltán Csillagfaragók (1972) c. esszé- és dokumentumgyűjteménye egyaránt szól Erdély naiv és népi művészeiről; a Seres András előszavával Sepsiszentgyörgyön 1983-ban megjelent kétnyelvű Meşteri ai artei naive – A naiv művészet mesterei c. album reprodukciói az 1978-as és 1980-as országos naiv művészeti kiállításokon díjat nyert faszobrászokat mutatnak be, köztük Tuzson András, Darvas Dezső, Tolvay József, Varga György székely fafaragó naiv művészeket.
Az albumot ismertető Csire Gabriella írja: „A valóság szűrő nélküli érzékelése és hamvas tisztaságában való visszaadása [...] irányította a figyelmet a népben rejlő és sokáig az ismeretlenségbe foszló alkotó energia tiszta forrására, a naiv művészetre.”